# Carib
Carib (Karaibi; Kalinago; pl. Caribs) je indijanski narod porijeklom s Malih Antila ozloglašeni zbog kanibalizma. Pleme je svoje ime dalo porodici Cariban (karipskpoj porodici) kao i plemenima koja govore jezicima te porodice. Na Malim Antilima gotovo su potpuno nestali, osim stotinjak na otoku Dominica (na rezervatu), uključujući mješance na Dominiki ih je oko 3,000. Današnji ostaci pravih Kariba su i Galibi ili Cariña sa sjevera Južne Amerike i Carif (Garifuna, zvani i Black Caribs; Crni Karibi) u Srednjoj Americi, osobito u Hondurasu, Belizeu i Gvatemali. Indijanci Carif ili Garifuna toliko su se izmiješali s crncima da ih se uopće ne može razlikovati, svoj jezik ipak su zadržali. Za Karibe jezikoslovci vole reći da pripadaju jezičnoj porodici Arawak, toga radi, što su preuzeli jezik nesretnih Arawaka koje su stalno proganjali, i koji su od ovih živjeli u stalnom strahu. -Nazivi Kalihna, Cariña, Carib, Carif, Galibi, Garifuna, varijante su istog imena koje danas nose njihove razne grupe. Istoga porijekla je i riječ 'kanibal' (ljudožder).
U vrijeme invazije Španjolaca, Karibi su živjeli na Malim Antilima i dijelovima južnoameričke obale. Oni su bili ratoboran narod porijeklom s obale kasnijih triju Gvajana odakle su se raspršili po Zapadnim Indijama. Na otok Dominicu došli su (računa se) oko 400. godine nakon Krista. Aravački jezik su pokupili (prema Carrie Martin) na Trinidadu. Živjeli su od obrade tla (manioka) i ribarenja, sakupljana školjkaša i hvatanja rakova uz obalu. Na otocima se nije imalo puno toga loviti; iguane i kornjače. Kanu izdubljen u deblu i oružje (veliki luk i strijela) glavni su simboli njihove materijalne kulture. Po vjeri bili su šamanisti, od bogova spominje se Mabouya.
Godine 1795., dio Kariba sa Svetog Vincenta deportiran je na otok Roatán pred obalom Hondurasa odakle su se raširili po srednjoameričkoj obali, gdje su danas poznati kao Garifuna ili Carif.

## Običaji
Lov na glave i kanibalizam
Lov na glave igrao je značajnu ulogu kod Kariba. Prije pohoda na glave ratnici Kariba su u svojim kanuima izdubljenim iz debla plovili Orinocom u potrazi za selima Arawaka, koja su pod okriljem noći opkoljavali. Napad bi se izvršio u praskozorje. Prije pohoda oni su izvodili ratničke igre i pili fermentirana pića u kojima su se nalazili ostaci najhrabrijih neprijatelja. Prema Š. Kulišiću, jedini razlog ljudožderstva kod njih bio je da na sebe prenesu snagu žrtve.
Žene su Karibi sa sobom odvodili da im budu naložnice i robovi. (F. A. Kirkpatrick).
O ratobornosti Kariba svjedoči i Kolumbo. Kada se jedne nedjelje, studenog 1495. iskrcao na Martiniku, ovi ga dočekaše kišom strijela, pa su brzo morali bježati s otoka. Karibi su više puta izvršili masakre nad vojnicima ili redovnicima koji bi stupili na Male Antile. Juan Ponce de León tu je također skoro poginuo. Naposljetku je 1748. u Aix-la-Chapelleu potpisan ugovor po kojem ovi otoci ostaju u rukama Kariba.
Prema Evi Lips, Karibi ipak nisu bili takvi divljaci da bi se nekoga moglo ubiti bez ikakvih posljedica, ubojstvo je za sobom povlačilo i običaje čišćenja nakon ovakvog čina. Ubojica postaje nečist i on se mora podvrgnuti postu koji traje pet do šest dana.

## Vanjske poveznice
- The Leap at Sauteurs: The lost cosmology of indigenous Grenada.
- The Carib Indians
- Carib  Arhivirana inačica izvorne stranice od 11. studenoga 2005. (Wayback Machine)